# Clubiona phansa
Clubiona phansa là một loài nhện trong họ Clubionidae.
Loài này thuộc chi Clubiona. Clubiona phansa được Embrik Strand miêu tả năm 1911.